# Зімно-Колонія
Зімно-Колонія (пол. Zimno-Kolonia) — село в Польщі, у гміні Лащів Томашівського повіту Люблінського воєводства.
Населення — 44 особи (2011).
У 1975-1998 роках село належало до Замойського воєводства.

## Демографія
Демографічна структура станом на 31 березня 2011 року:
|          | Загалом | Допрацездатний вік | Працездатний вік | Постпрацездатний вік |
| -------- | ------- | ------------------ | ---------------- | -------------------- |
| Чоловіки | 22      | 5                  | 13               | 4                    |
| Жінки    | 22      | 2                  | 14               | 6                    |
| Разом    | 44      | 7                  | 27               | 10                   |